# Crew Dragon Grace
Crew Dragon Grace (Dragon C213) è una navetta spaziale per il trasporto dell'equipaggio della serie Crew Dragon prodotto da SpaceX e costruito nell'ambito del Commercial Crew Program (CCP) della NASA. È stata utilizzata per la prima volta per la missione privata Axiom Mission 4 che è stata lanciata il 25 giugno 2025, trasportando quattro astronauti alla Stazione spaziale internazionale (ISS). 

## Storia
Il 25 giugno 2025 alla Dragon C213, poco dopo il suo primo lancio, il comandante della Axiom Mission 4 Peggy Whitson battezzò ufficialmente la navicella con il nome "Grace". Whitson disse che il nome era stato scelto perché Grace rappresenta l'eleganza con cui ci si muove nello spazio, sullo sfondo del pianeta Terra, ma anche la raffinatezza della missione, l'armonia tra scienza e spirito e la "grazia immeritata" che l'equipaggio porta con umiltà. Per Whitson, il volo spaziale non è solo un'impresa ingegneristica, ma anche un atto di buona volontà, a beneficio di tutta l'umanità, ovunque.

## Voli
Di seguito la lista dei voli che ha effettuato e che effettuerà la navicella Crew Dragon Grace.
| Missione        | Patch | Data di lancio (UTC) | Data di atterraggio (UTC) | Equipaggio                                                             | Durata    | Osservazioni                                                                               | Risultato |
| --------------- | ----- | -------------------- | ------------------------- | ---------------------------------------------------------------------- | --------- | ------------------------------------------------------------------------------------------ | --------- |
| Axiom Mission 4 |       | 25 giugno 2025 06:31 | 15 luglio 2025 09:31      | Peggy Whitson Shubhanshu Shukla Sławosz Uznański-Wiśniewski Tibor Kapu | 20 giorni | Missione turistica di breve durata a bordo della ISS per svolgere esperimenti scientifici. | Riuscito  |